# Toru Shishime
Toru Shishime (8 marzo 1992) è un judoka giapponese.

## Palmares
- Mondiali

Astana 2015: bronzo nei 60 kg.
- Giochi asiatici

Incheon 2014: bronzo nei 66kg e nella gara a squadre.
- Universiade

Shenzhen 2011: oro nella gara a squadre e bronzo nei 60 kg.
- Campionati mondiali juniores

Parigi 2009: oro nei 55kg;
Agadir 2010: oro nei 60kg.

### Vittorie nel circuito IJF
| Data             | Località   | Paese       | Categoria  |
| ---------------- | ---------- | ----------- | ---------- |
| 21 febbraio 2014 | Düsseldorf | Kazakistan  | Gran Prix  |
| 20 febbraio 2015 | Düsseldorf | Kazakistan  | Gran Prix  |
| 6 febbraio 2016  | Parigi     | Francia     | Gran Slam  |
| 10 marzo 2017    | Baku       | Azerbaigian | Gran Slam  |
| 30 giugno 2017   | Hohhot     | Cina        | Gran Prix  |
| 10 febbraio 2018 | Parigi     | Francia     | Grand Slam |